# Joseph Pierret
 (décembre 2024).
Pour les articles homonymes, voir Pierret.
Joseph Pierret, né le 26 octobre 1824 et mort le 26 avril 1918, est un instituteur belge du village d'Alle, agriculteur et visionnaire originaire de la vallée de la Semois, en Belgique.
Il est largement reconnu pour avoir réintroduit la culture du tabac dans cette région au XIXe siècle,. 
Face aux difficultés économiques de l’époque et à la nécessité de diversifier les revenus agricoles, Pierret aurait rapporté des plants de tabac depuis l’Amérique ou d’autres régions européennes où cette culture était déjà pratiquée. Son initiative a rapidement pris racine dans la vallée, où les conditions climatiques et le sol riche se sont révélés particulièrement propices à la production d’un tabac de grande qualité.
La vallée de la Semois est vite devenue célèbre pour son tabac brun, apprécié pour son arôme distinctif et ses propriétés uniques. Ce produit a contribué à façonner l’identité économique et culturelle de la région, attirant commerçants et amateurs de tabac de toute l’Europe. Pierret est souvent célébré comme un pionnier ayant permis le développement d’une industrie florissante qui a marqué l’histoire locale pendant plus d’un siècle.
Aujourd’hui, bien que la culture du tabac dans la vallée ait considérablement diminué en raison des changements économiques et des réglementations sanitaires, l’héritage de Joseph Pierret demeure. Il symbolise l’ingéniosité et la capacité d’adaptation des habitants de cette région rurale. Son initiative a laissé une empreinte indélébile sur la culture et le patrimoine de la vallée de la Semois.
Le 19 décembre 2024, les savoir-faire liés à la culture du tabac de la Semois  sont reconnus comme « éléments emblématiques du patrimoine culturel immatériel de la Fédération Wallonie-Bruxelles,. » Cependant, face aux nouvelles réglementations, les derniers exploitants ferment leur entreprise. Selon André Robinet, ancien planteur, les derniers fabricants vont arrêter, ou à tout le moins réduire la production : « Dans la région, il en reste deux à Corbion (dans la province de Luxembourg) et 
un à Bohan (Province de Namur) ».
Parmi les marques de tabac de la Semois les plus réputées : le Vieux Bohan de la maison Martin, le Vallée du Mont d'Or de Jean-Paul Couvert, La Brumeuse de Vincent Manil ou le plus récent La maison bleue d'Antoine Poncelet.
Michel Debart était un des derniers planteurs de tabac de la Semois.
Il meurt en 2017, à l'âge de 69 ans. Il produisait Le Valdoux.
Le Cerf ardennais était autrefois produit sous cette marque par les frères Louis et Gaston Lambert de Corbion.
Cette marque a été rachetée par la société Flandria de Kruishoutem (Flandre Orientale).
Dans ce mélange il y a un tout petit peu de semois, mais la majorité du tabac est d'Appelterre.
La marque Didolux a aussi été vendue à une entreprise flamande en 2013. Elle n'utilise pas de tabac de la Semois.
L'appellation « Tabac de la Semois » n'étant pas protégée, par conséquent tout le monde peut utiliser le nom. D'autres marques indiquent être du Semois sans en contenir comme Windels, le Chasseur, BC (Butz Choquin), Florina etc.